# Greta Garbos torg

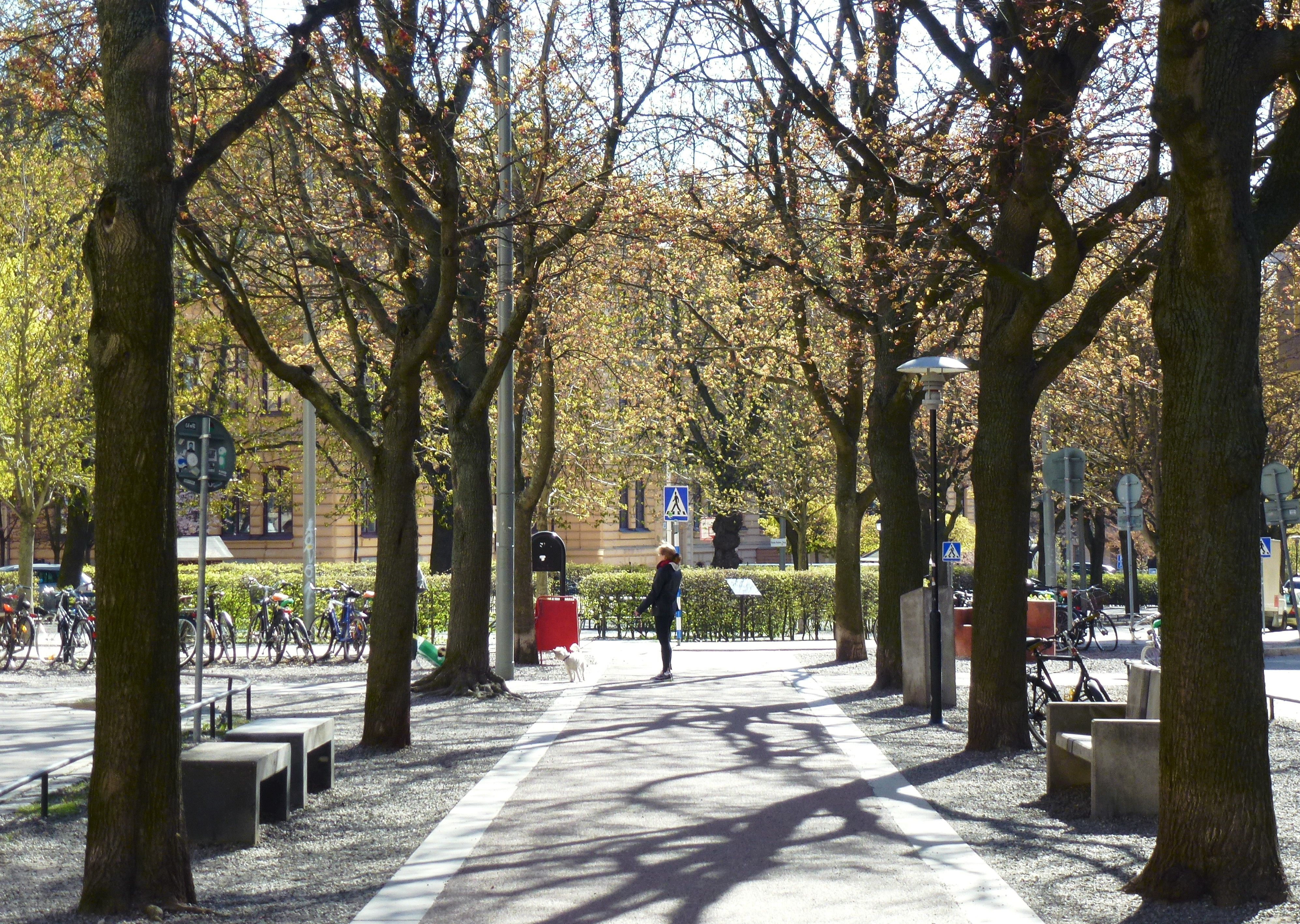
Katarina Bangata och Greta Garbos torg.

Greta Garbos torg är ett torg i stadsdelen Södermalm i Stockholms innerstad.
Torget ligger i korsningen av Katarina Bangata och Södermannagatan och kom till efter ett beslut i Stockholms kommunfullmäktige 1992 för att hedra Greta Garbo som gick i intilliggande Katarina södra skola.
Det cirkelformade torget är belagt med gatsten och i cirkelns utkant finns planteringar av avenbok. Det finns även hästkastanjer.

## Konstverk på torget
- Greta Garbo av Thomas Qvarsebo.
- Lilla elefanten drömmer av Torsten Renqvist.